# Christoph Langen
Christoph Langen (Colonia, 27 marzo 1962) è un ex bobbista tedesco.

## Biografia
Ai XVI Giochi olimpici invernali (edizione disputatasi nel 1992 a Albertville, Francia) vinse la medaglia di bronzo nel bob a due con il connazionale Günther Eger, partecipando per la nazionale tedesca. Il tempo totalizzato fu di 4:03,63, con differenza minima rispetto all'altra nazionale tedesca e a quella svizzera, prima classificata. Ai XVIII Giochi olimpici invernali vinse una medaglia di bronzo nel bob a due e oro nel bob a quattro. Infine ai XIX Giochi olimpici invernali vinse una medaglia d'oro nel bob a due.
Inoltre ai campionati mondiali vinse 12 medaglie di cui 8 d'oro e 4 d'argento conquistando la doppietta bob a 2-bob a 4 in due occasioni (Calgary 1996 e St. Moritz 2001). Dal 2010 ad aprile 2016 è stato capo-allenatore della nazionale tedesca di bob, sostituito da René Spies, per passare ad allenare inizialmente la squadra juniores della Svizzera sino al 2021.

## Palmarès

### Olimpiadi
- 4 medaglie:
  - 2 ori (bob a quattro a Nagano 1998 e bob a due a Salt Lake City 2002)
  - 2 bronzi (bob a due ad Albertville 1992 e bob a due a Nagano 1998)

### Campionati mondiali
- 12 medaglie:
  - 8 ori (bob a quattro ad Altenberg 1991; bob a due ad Igls 1993; bob a due a Winterberg 1995; bob a due a Calgary 1996; bob a quattro a Calgary 1996; bob a due ad Altenberg 2000; bob a due a St. Moritz 2001 e bob a quattro a St. Moritz 2001)
  - 4 argenti (bob a due a Cortina d'Ampezzo 1999; bob a quattro ad Altenberg 2000; bob a due a Königssee 2004 e bob a quattro a Königssee 2004)

### Campionati europei
- 14 medaglie:
  - 7 ori (bob a due a La Plagne 1994; bob a due ad Altenberg 1995; bob a due a St. Moritz 1996; bob a quattro a St. Moritz 1996; bob a quattro a St. Moritz 1999; bob a due a Königssee 2001 e bob a due a St. Moritz 2004)
  - 3 argenti (bob a due a Königssee 1992; bob a due ad Igls 1998 e bob a quattro a Königssee 2001;)
  - 4 bronzi (a due a Cortina d'Ampezzo 2000; bob a quattro ad Igls 1998; bob a quattro a Cortina d'Ampezzo 2000 e bob a quattro a St. Moritz 2004)

### Coppa del Mondo
- 2 trofei assoluti nella specialità Combinata maschile (stagioni 1995-96 e 1998-99)
- 3 trofei assoluti nella specialità Bob a due maschile (stagioni 1995-96, 1998-99 e 2003-04)
- 1 trofeo assoluto nella specialità Bob a quattro maschile (stagione 1998-99)